# Phegopteris hexagonoptera
Phegopteris hexagonoptera es una especie de helecho originaria de los Estados Unidos y cercano Ontario.

## Descripción
Crece de un rizoma rastrero, levantando hojas individuales que más o menos son matas. Las hojas son ampliamente triangulares. El nombre específico hexagonoptera refiere al aleteo de tejido de la hoja a lo largo del raquis entre las pinnas basales.
Los soros son pequeños, redondos y desnudos. Este aspecto de la planta ha causado que en el pasado fuera colocado, en un primer momento, en el género Polypodium, a continuación, agrupados con el género Dryopteris, a continuación, con el género Thelypteris. El análisis genético ha demostrado que el género Phegopteris es un clado hermano para el resto de los helechos thelypteroides.
Se conocen híbridos raros con Phegopteris connectilis.
Este helecho es una excelente planta de jardín. 

## Taxonomía
Phegopteris hexagonoptera fue descrita por (Michx.) Fée y publicado en Mémoires sur les Familles des Fougères 5: 242. 1852.
Sinonimia
- Dryopteris hexagonoptera (Michx.) C. Chr.
- Polypodium hexagonopterum Michx.
- Thelypteris hexagonoptera (Michx.) Weath.	[4]